# جيم كوركوران (مغني)
جيم كوركوران هو مقدم برامج إذاعية ومغني وكاتب أغاني كندي، ولد في 10 فبراير 1949 في شيربروك في كندا.

## وصلات خارجية
- جيم كوركوران على موقع ميوزك برينز (الإنجليزية)
- جيم كوركوران على موقع ديسكوغز (الإنجليزية)